# Dzielnik Wilkinsona
Dzielnik Wilkinsona – mikrofalowy dzielnik mocy, rozdzielający dostarczoną do jego wejścia 1 moc na dwie równe części wypływające z wyjść 2 i 3 (zob. rys. 1).
Pierwszy raz konstrukcja ta została opublikowana przez Ernesta J. Wilkinsona w 1960 r. Układ jest wykorzystywany do równego rozdziału mocy w torach mikrofalowych.

## Teoria

Rys. 1. Podstawowa konfiguracja dzielnika Wilkinsona

Składowe macierzy rozproszenia dla najprostszej konfiguracji dzielnika idealnego z rys. 1 są następujące:
{\displaystyle [S]={\frac {-j}{\sqrt {2}}}{\begin{bmatrix}0&1&1\\1&0&0\\1&0&0\end{bmatrix}}}
Z macierzy tej wynika, że idealny dzielnik Wilkinsona jest we wszystkich wrotach impedancyjnie dopasowany i dzieli moc fali wpływającej do wrót 1 na dwie równe części we wrotach 2 i 3, tj. {\displaystyle S_{21}=S_{31}=-3\mathrm {dB} =10\log _{10}({\frac {1}{2}}),} przy czym wrota 2 i 3 są od siebie izolowane. Układ jest odwracalny w tym sensie, że wprowadzenie mocy do wrót 2 spowoduje pojawienie się jej połowy we wrotach 1, natomiast jej druga połowa zostanie wydzielona na rezystancji {\displaystyle 2Z_{0}.} Z uwagi na symetrię analogiczna sytuacja zajdzie przy wprowadzeniu mocy do wrót 3.
Dzielnik, w swej podstawowej konfiguracji jest wąskopasmowy. Poszerzenie pasma uzyskać można stosując konfigurację wielostopniową. W takim układzie każdy ze stopni pracuje w swoistym zakresie częstotliwości (Rys. 2).

Rys. 2. Wielostopniowa wersja dzielnika Wilkinsona

## Praktyczna realizacja
Dzielniki takie wykonuje się w różnych technikach zarówno stosując zwykłe rezystory, jak i różnorakie linie transmisyjne.
Przy wykonaniu dzielników w technice niesymetrycznych linii paskowych, z uwagi na konieczność dołączenia rezystorów, których reaktancje pasożytnicze powinny być możliwie jak najmniejsze, wewnętrzne linie dzielnika zagina się jak to pokazano na rys. 3.

Rys. 3. Praktyczna realizacja wielostopniowego dzielnika Wilkinsona

## Literatura
- E.J. Wilkinson, An N-way Power Divider, „IRE Trans. on Microwave Theory and Techniques”, vol. 8, p. 116-118, Jan. 1960.
- D.M. Pozar, Microwave Engineering, Third Edition, John Wiley & Sons: New York, 2005.